# Paromenia clarkei
Paromenia clarkei är en insektsart som beskrevs av Young 1977. Paromenia clarkei ingår i släktet Paromenia och familjen dvärgstritar. Inga underarter finns listade i Catalogue of Life.